# Luigi Gherardeschi
Luigi Gherardeschi (Pistoia, 3 luglio 1791 – Pistoia, 21 marzo 1871) è stato un compositore e organista italiano.

## Biografia
È un erede della grande tradizione dei Gherardeschi, maestri di cappella a Pistoia fin dal Cinquecento. Era figlio di Giuseppe, che lo avviò allo studio della musica fin da ragazzo.

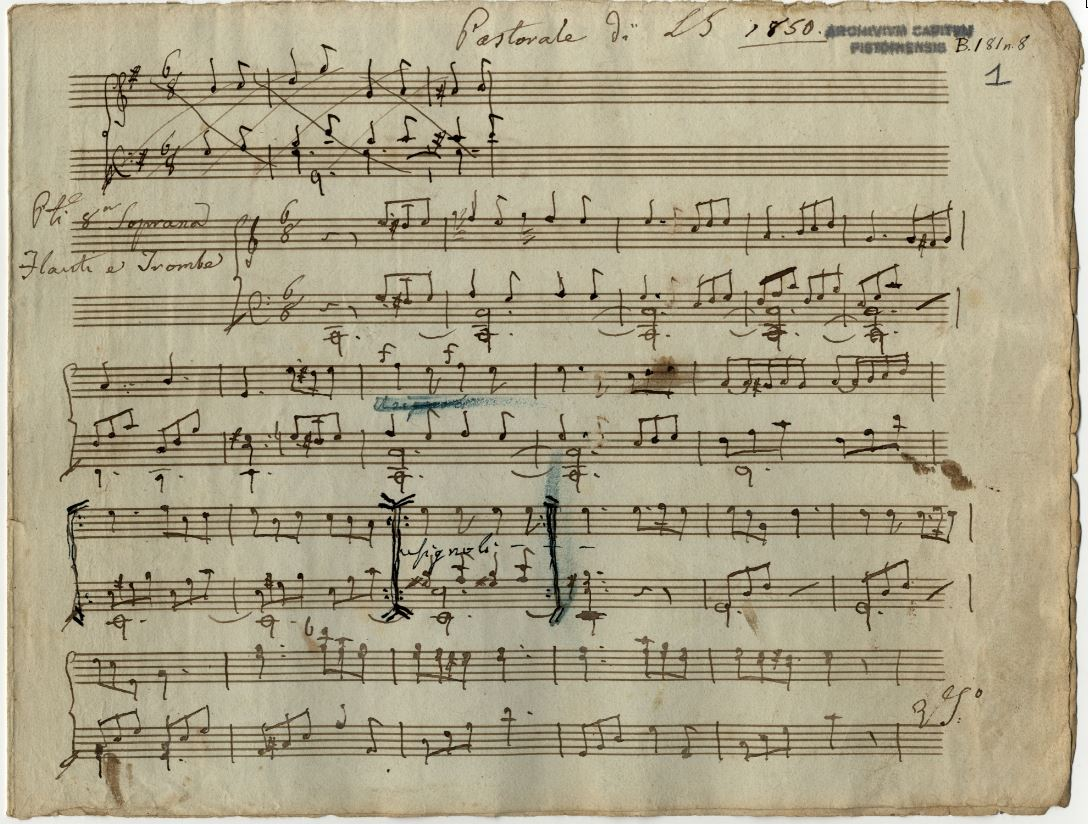
Autografo di una pastorale di Luigi Gherardeschi conservata all'Archivio Capitolare di Pistoia.

Alla morte del padre nel 1815 ereditò la carica di maestro di cappella del Duomo di Pistoia, ma preferì completare gli studi prima di insediarsi. Studiò all'Accademia di Firenze con Disma Ugolini, mentre a Pistoia lo sostituì temporaneamente Giovan Pietro Baldi (1776-1835). Le notizie sulla sua vita sono pressoché inesistenti, e si presume non abbia più lasciato Pistoia né il suo lavoro al Duomo fino al 1866, quando nominò suo erede il figlio Gherardo (1835-1905).
Benvoluto dalla comunità pistoiese e dalla nobile famiglia dei Rospigliosi, fu apprezzato soprattutto per la sua capacità di gestire la parte canora delle sue opere religiose. Hanno suscitato interesse negli studiosi le sue composizioni per organo, poiché provviste sempre di indicazioni di registrazione, cosa che le rende una fonte coeva importante per la ricostruzione della prassi esecutiva storica. In qualità di maestro di cappella era tra i suoi doveri anche insegnare musica: tra i suoi allievi ci fu forse Teodulo Mabellini.

## Opere e fonti
La sua produzione è quasi completamente sacra, ma scrisse anche alcuni pezzi profani (un Potpourri per coro e orchestra, un paio di sinfonie e sonate, qualche ouverture, alcune pastorali, marce, e pochi esercizi drammatici), oltre a un paio di trattati armonici. Tutto quanto è conservato all'Archivio Capitolare di Pistoia, quasi sempre in esemplari autografi. Si ha notizia di pochissime sue opere stampate, spesso risalenti al periodo di studio fiorentino. Solo a partire dal 2000 risultano essere state pubblicate edizioni moderne delle sue opere.

## Discografia
Nel 2000, l'organista Silvano Rodi ha inciso una composizione di Gherardeschi in un suo disco incentrato sui pezzi per organo del Sette-Ottocento distribuito dall'etichetta Eco di Monza.